# Polyrhachis argenteosignata
Polyrhachis argenteosignata é uma espécie de formiga do gênero Polyrhachis, pertencente à subfamília Formicinae.